# Iraonogaila
Iraonogaila is een bestuurslaag in het regentschap Nias Barat van de provincie Noord-Sumatra, Indonesië. Iraonogaila telt 444 inwoners (volkstelling 2010).